# Visita de Dwight D. Eisenhower a España en 1959

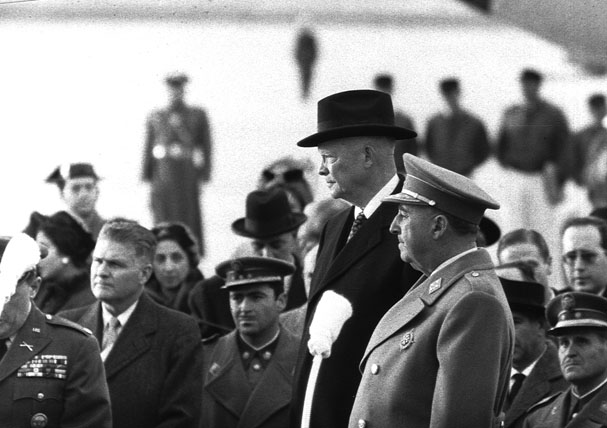
El presidente estadounidense Eisenhower y el dictador español Franco, en la base de Torrejón de Ardoz en diciembre de 1959.

La visita del presidente de Estados Unidos Dwight D. Eisenhower a España el 21 de diciembre de 1959 fue un momento importante del régimen franquista para consolidar simbólicamente su salida del ostracismo internacional durante la primera etapa del franquismo.

## Historia
Invitado por el ministro español de Asuntos Exteriores Fernando Castiella, Eisenhower aceptó dicha convocatoria en otoño. La visita, la primera realizada por un presidente de los Estados Unidos a España, simbolizó la rehabilitación definitiva de Francisco Franco tras años de ostracismo y la aceptación de este como aliado de los Estados Unidos.
Eisenhower aterrizó hacia las 16h30 del día 21 de diciembre en la Base aérea estadounidense de Torrejón de Ardoz, cercana a Madrid, donde fue recibido por el dictador. Organizado como un gran evento social, el trayecto entre la base y Madrid se efectuó en tres automóviles. Los dos jefes de Estado fueron vitoreados por cerca de un millón de personas, en una suerte de espectáculo de carnaval; Eisenhower y Franco se pasearon por las principales calles de la capital de España en un coche descubierto.
La parada de Eisenhower en España no fue muy larga: el presidente estadounidense salió de España a las 10h45 del día siguiente. La visita, que fue una más de las escalas que efectuó Eisenhower en una gira durante la parte final de su presidencia para consolidar los vínculos estadounidenses con países fuera de la órbita comunista y con Estados indecisos, fue el punto más alto alcanzado por Franco en política internacional.
Los años siguientes visitarían a Franco en España los presidentes estadounidenses Richard Nixon (2 y 3 de octubre de 1970) y Gerald Ford (31 de mayo a 1 de junio de 1975), ambos eran del partido republicano, ningún presidente del partido demócrata visitó a Franco.